# Segunda Liga 2020-2021
La Segunda Liga 2020-2021 è stata la trentunesima stagione della seconda lega del calcio portoghese e la seconda stagione con l'attuale titolo di "LigaPro". In questa divisione competono in totale 18 squadre, di cui 2 squadre di riserva delle squadre Primeira Liga.

## Stagione

### Novità
Al termine della Segunda Liga 2019-2020 sono state promosse in Primeira Liga il Nacional e il Farense mentre nessuna squadra è retrocessa.
Dalla Primeira Liga 2019-2020 sono retrocessi il Vitória Setubal e il Desp.Aves. Dal Campeonato de Portugal 2019-2020 sono stati promossi il Vizela e l'Arouca.

### Formula
Le 18 squadre partecipanti si affrontano in un girone di andata e ritorno, per un totale di 34 giornate.
Le prime due classificate sono promosse in Primeira Liga.
Le squadre classificate agli ultimi due posti (17º e 18º posto) sono retrocesse nel Campeonato de Portugal.
Al campionato possono partecipare le squadre riserve, ma non possono essere promosse in Primeira Liga. Se una squadra riserva si classifica ai primi due posti, la squadra classificatasi subito dopo beneficia della promozione diretta. Se la prima squadra retrocede in Segunda Liga, la squadra riserva viene retrocessa indipendentemente dalla posizione in classifica. In quest'ultimo caso, se la squadra riserva non era nelle ultime due posizioni, la squadra meglio piazzata nella zona retrocessione mantiene la categoria. Al campionato partecipano 18 squadre, di cui 14 della Segunda Liga 2019-2020, 2 squadre retrocesse dalla Primeira Liga 2019-2020 e 2 promosse dal Campeonato de Portugal 2019-20.

## Squadre partecipanti
| Club                 | Città                | Stadio                                  | Posizione 2019-2020                 |
| -------------------- | -------------------- | --------------------------------------- | ----------------------------------- |
| Academica de Coimbra | Coimbra              | Estádio Cidade de Coimbra               | 7º posto                            |
| Académico Viseu      | Viseu                | Estádio do Fontelo                      | 8º posto in Segunda Liga            |
| Arouca               | Arouca               | Stadio comunale                         | 1º posto nel Campeonato de Portugal |
| Benfica B            | Lisbona              | Futebol Campus                          | 14º posto in Segunda Liga           |
| Casa Pia             | Lisbona              | Pina Manique                            | 18º posto in Segunda Liga           |
| Chaves               | Chaves               | Estádio Municipal de Chaves             | 12º posto in Primeira Liga          |
| Cova da Piedade      | Cova da Piedade      | Estádio Municipal José Martins Vieira   | 17º posto in Segunda Liga           |
| Covilhã              | Covilhã              | Estádio Municipal José dos Santos Pinto | 10º posto in Segunda Liga           |
| Estoril Praia        | Estoril              | Estádio António Coimbra da Mota         | 5º posto in Segunda Liga            |
| Feirense             | Santa Maria da Feira | Estádio Marcolino de Castro             | 3º posto in Segunda Liga            |
| Leixões              | Matosinhos           | Estádio do Mar                          | 9º posto in Segunda Liga            |
| Mafra                | Mafra                | Municipal de Mafra                      | 4º posto in Segunda Liga            |
| Oliveirense          | Oliveira de Azeméis  | Estádio Carlos Osório                   | 11º posto in Segunda Liga           |
| Penafiel             | Penafiel             | Estádio Municipal 25 de Abril           | 15º posto in Segunda Liga           |
| Porto B              | Porto                | Estádio Dr. Jorge Sampaio               | 13º posto in Segunda Liga           |
| Varzim               | Póvoa de Varzim      | Estádio do Varzim SC                    | 6º posto in Segunda Liga            |
| Vilafranquense       | Vila Franca de Xira  | Campo do Cevadeiro                      | 16º posto in Segunda Liga           |
| Vizela               | Vizela               | Estádio do FC Vizela                    | 1º posto nel Campeonato de Portugal |

## Classifica finale
Aggiornata al 22 maggio 2021
|  | Pos. | Squadra            | Pt | G  | V  | N  | P  | GF | GS | DR  |
|  | ---- | ------------------ | -- | -- | -- | -- | -- | -- | -- | --- |
|  | 1.   | Estoril Praia      | 70 | 34 | 20 | 10 | 4  | 55 | 26 | +29 |
|  | 2.   | Vizela             | 66 | 34 | 18 | 12 | 4  | 59 | 35 | +24 |
|  | 3.   | Arouca             | 65 | 34 | 19 | 8  | 7  | 45 | 26 | +19 |
|  | 4.   | Académica          | 62 | 34 | 17 | 11 | 6  | 46 | 30 | +16 |
|  | 5.   | Feirense           | 58 | 34 | 17 | 7  | 10 | 48 | 33 | +15 |
|  | 6.   | Chaves             | 57 | 34 | 16 | 9  | 9  | 46 | 36 | +10 |
|  | 7.   | Penafiel           | 46 | 34 | 12 | 10 | 12 | 42 | 42 | 0   |
|  | 8.   | Benfica B          | 44 | 34 | 12 | 8  | 14 | 52 | 43 | +9  |
|  | 9.   | Casa Pia           | 43 | 34 | 10 | 13 | 11 | 41 | 46 | -5  |
|  | 10.  | Leixões            | 40 | 34 | 10 | 10 | 14 | 35 | 43 | -8  |
|  | 11.  | Cova da Piedade    | 37 | 34 | 8  | 13 | 13 | 39 | 48 | -9  |
|  | 12.  | Mafra              | 37 | 34 | 9  | 10 | 15 | 35 | 48 | -13 |
|  | 13.  | Covilhã            | 37 | 34 | 8  | 13 | 13 | 36 | 42 | -6  |
|  | 14.  | Académico de Viseu | 36 | 34 | 9  | 9  | 16 | 32 | 45 | -13 |
|  | 15.  | Varzim             | 33 | 34 | 9  | 6  | 19 | 26 | 44 | -18 |
|  | 16.  | Porto B            | 32 | 34 | 7  | 11 | 16 | 45 | 52 | -7  |
|  | 17.  | Vilafranquense     | 31 | 34 | 5  | 16 | 13 | 34 | 54 | -20 |
|  | 18.  | Oliveirense        | 31 | 34 | 7  | 10 | 17 | 25 | 49 | -24 |

Legenda:

      Ammesse alla Primeira Liga 2021-2022

      Retrocesse in Campeonato Nacional de Seniores 2021-2022

Tre punti a vittoria, uno a pareggio, zero a sconfitta.
La classifica viene stilata secondo i seguenti criteri:
- Punti conquistati
- Punti conquistati negli scontri diretti
- Differenza reti negli scontri diretti
- Reti realizzate in trasferta negli scontri diretti
- Differenza reti generale
- Partite vinte
- Reti totali realizzate
- Spareggio

Note::

## Spareggio promozione
Allo spareggio sono ammesse la sedicesima classificata in Primeira Liga e la terza classificata in Segunda Liga.
|         | Risultati |         | Luogo e data                  |
| ------- | --------- | ------- | ----------------------------- |
| Arouca  | 3-0       | Rio Ave | Arouca, 26 maggio 2021        |
| Rio Ave | 0-2       | Arouca  | Vila do Conde, 30 maggio 2021 |
|         |           |         |                               |

### Verdetti
- Estoril Praia, Vizela e Arouca (dopo i play-off) promosse in Primeira Liga 2021-2022.
- Cova da Piedade e Oliveirense retrocesse in Terceira Liga 2021-2022.